# Timothée Lafon
Pour les articles homonymes, voir Lafon.

a Compétitions nationales et continentales officielles uniquement.

Dernière mise à jour le 10 mai 2020.
Timothée Lafon, né le 17 février 1989 à Bordeaux, est un joueur français de rugby à XV qui évolue au poste de pilier.

## Biographie
Timothée Lafon débute à l'école de rugby de l'US Orthez à l'âge de cinq ans avant de rejoindre le club béarnais majeur de la Section paloise durant trois saisons, en catégorie Crabos et Reichel.
Il rentre après en 2010 chez les Espoirs de l'US Dax voisine avant d'être promu au centre de formation un an plus tard. Il signe son premier contrat professionnel avec le club rouge et blanc à l'aube de la saison 2012-2013, d'une année plus une optionnelle, avant de convertir son contrat un an plus tard pour deux saisons plus une optionnelle.
Lafon signe à l'intersaison 2015 en faveur de l'AS Béziers pour deux ans. Il prolonge son contrat à plusieurs reprises, pour deux saisons en avril 2017, puis pour deux autres en janvier 2019. Néanmoins, il n'est pas conservé par le club à l'issue de l'intersaison 2020.